# Sojuz MS-10
Sojuz MS-10 – misja statku Sojuz do Międzynarodowej Stacji Kosmicznej, która miała dostarczyć połowę jej 57. i 58. stałej załogi. Był to 139. lot kapsuły Sojuz.
Start z kazachskiego Bajkonuru planowany był w październiku 2018 r., a lądowanie w kwietniu 2019 r. Ostatecznie start miał miejsce 11 października 2018 roku, jednak w trakcie lotu nastąpiła awaria jednego z silników pierwszego stopnia rakiety, co wymusiło przerwanie misji. Kapsuła wraz z astronautami nie osiągnęła założonej orbity i wróciła na Ziemię po trajektorii balistycznej. Sojuz z astronautami wylądował na spadochronach około 400 kilometrów od miejsca startu.

## Załoga

### Podstawowa
- Aleksiej Owczinin (2. lot) – dowódca (Rosja, Roskosmos)
- Nick Hague (1. lot) – inżynier pokładowy (USA, NASA)

### Rezerwowa
- Oleg Kononienko (4. lot) – dowódca (Rosja, Roskosmos)
- David Saint-Jacques (1. lot) – inżynier pokładowy (Kanada, Kanadyjska Agencja Kosmiczna)